# UFC Fight Night: Яквинта vs. Ковбой
UFC Fight Night: Яквинта vs. Ковбой (также известно как UFC Fight Night 151 или UFC on ESPN+ 9) — событие организации смешанных боевых искусств Ultimate Fighting Championship, которое прошло 4 мая 2019 года в спортивном комплексе Канейдиан Тайр-центр в Оттаве, провинция Онтарио, Канада.

## Положение до турнира
Событие стало вторым визитом UFC в Оттаву после UFC Fight Night: MacDonald vs. Thompson, состоявшегося 18 июня 2016 года в спортивном комплексе Ти-ди Плэйс Арена.
Хэдлайнером турнира выступил поединок в лёгком весе между Элом Яквинтой и бывшим претендентом на титул чемпиона UFC в лёгком весе Дональдом Серроне.
Первоначально на этом турнире должен был состояться бой в тяжёлом весе между Уолтом Харрисом и Алексеем Олейником. Однако 3 апреля было объявлено, что Олейник заменит бывшего чемпиона Bellator в тяжёлом весе Александра Волкова против чемпиона K-1 World Grand Prix 2010 и бывшего чемпиона Strikeforce в тяжёлом весе Алистара Оверима в главном бою на UFC on ESPN+ 7. Его заменил Сергей Спивак.
Ожидалось, что Лиа Летсон столкнётся с Сарой Морас на этом турнире. Однако в начале апреля Летсон снялась с поединка из-за проблем со здоровьем и была заменена на Мэйси Чиассон.
Брайан Келлехер должен был встретиться с Митчем Ганьоном на этом турнире. Однако 10 апреля Келлехер снялся с боя, сославшись на травму. Его заменил новичок промоушена Коул Смит.
На этом турнире должен был состояться бой в полусреднем весе между Сияром Бахадурзадой и Нордином Талебом. Однако 24 апреля стало известно, что Бахадурзада снялся с поединка, сославшись на травму. Его заменил новичок Кайл Преполек.

## Бои
| Категория                   |                  |      |                    | Способ                                     | Раунд | Время |
| Основные бои                |                  |      |                    |                                            |       |       |
| Лёгкий вес                  | Дональд Серроне  | поб. | Эл Яквинта         | Единогласное решение (49-45, 49-45, 49-46) | 5     | 5:00  |
| Средний вес                 | Дерек Брансон    | поб. | Элиас Теодору      | Единогласное решение (29-28, 29-28, 30-27) | 3     | 5:00  |
| Полулёгкий вес              | Шейн Бургос      | поб. | Каб Свонсон        | Раздельное решение (30-27, 27-30, 29-28)   | 3     | 5:00  |
| Легчайший вес               | Мераб Двалишвили | поб. | Брэд Катона        | Единогласное решение (30-27, 30-27, 30-27) | 3     | 5:00  |
| Тяжёлый вес                 | Уолт Харрис      | поб. | Сергей Спивак      | Технический нокаут (колени и удары)        | 1     | 0:50  |
| Средний вес                 | Эндрю Санчес     | поб. | Марк-Андре Барриол | Единогласное решение (29-28, 29-28, 29-28) | 3     | 5:00  |
| Предварительные бои (ESPN+) |                  |      |                    |                                            |       |       |
| Женский легчайший вес       | Мэйси Чиассон    | поб. | Сара Морас         | Технический нокаут (удары)                 | 2     | 2:22  |
| Легчайший вес               | Винс Моралес     | поб. | Айманн Захаби      | Единогласное решение (29-28, 29-28, 29-28) | 3     | 5:00  |
| Полусредний вес             | Нордин Талеб     | поб. | Кайл Преполек      | Единогласное решение (30-27, 30-27, 30-27) | 3     | 5:00  |
| Полулёгкий вес              | Мэтт Сейлс       | поб. | Кайл Нельсон       | Удушающий приём (треугольник руками)       | 3     | 3:16  |
| Тяжёлый вес                 | Аржан Буллар     | поб. | Хуан Адамс         | Единогласное решение (29-28, 29-28, 30-27) | 3     | 5:00  |
| Легчайший вес               | Коул Смит        | поб. | Митч Ганьон        | Единогласное решение (29-28, 29-28, 30-27) | 3     | 5:00  |

## Награды
Следующие бойцы получили бонусные выплаты в размере $50 000:
- Лучший бой вечера: Дональд Серроне против Эла Яквинты

- Выступление вечера: Уолт Харрис и Мэйси Чиассон

## Выплаты
Ниже приводятся суммы официальных выплат, опубликованные Атлетической Комиссией штата Невада. Они не включают спонсорских денег и призовых за награды. Общая выплата на мероприятие $1,128,000.
- Дональд Серроне: $340,000 (включая бонус за победу $170,000) поб. Эл Яквинта: $71,000
- Дерек Брансон: $78,000 (включая бонус за победу $39,000) поб. Элиас Теодору: $40,000
- Шейн Бургос: $48,000 (включая бонус за победу $24,000) поб. Каб Свонсон: $90,000
- Мераб Двалишвили: $24,000 (включая бонус за победу $12,000) поб. Брэд Катона: $27,000
- Уолт Харрис: $76,000 (включая бонус за победу $38,000) поб. Сергей Спивак: $10,000
- Эндрю Санчес: $60,000 (включая бонус за победу $30,000) поб. Марк-Андре Барриол: $10,000
- Мэйси Чиассон: $54,000 (включая бонус за победу $27,000) поб. Сара Морас: $12,000
- Винс Моралес: $20,000 (включая бонус за победу $10,000) поб. Айманн Захаби: $12,000
- Нордин Талеб: $42,000 (включая бонус за победу $21,000) поб. Кайл Преполек: $10,000
- Мэтт Сейлс: $20,000 (включая бонус за победу $10,000) поб. Кайл Нельсон: $10,000
- Аржан Буллар: $28,000 (включая бонус за победу $14,000) поб. Хуан Адамс: $12,000
- Коул Смит: $20,000 (включая бонус за победу $10,000) поб. Митч Ганьон: $14,000